# گردگنبد
گردگنبد (نام علمی: Sphaerotholus) نام یک سرده از فروراسته ستبرسرخزندگان است.